# Bernardo Mercado
Bernardo Mercado (Montería, 16 de enero de 1952-Cartagena, 11 de junio de 2021) fue un boxeador colombiano que compitió en la categoría del peso pesado hasta su retirada en 1989. Llegó a ser el contendiente número 1 al título mundial, y peleó ante rivales que fueron campeones del mundo.

## Combates
| N.º | Resultado | Balance | Rival              |      | Asalto  | Fecha      | Localidad           |
| --- | --------- | ------- | ------------------ | ---- | ------- | ---------- | ------------------- |
| 38  | Derrota   | 33-5    | Jimmy Thunder      | KOT  | 1 (10)  | 8/12/1989  | Melbourne           |
| 37  | Victoria  | 33-4    | Wesley Watson      | KOT  | 1 (10)  | 13/8/1988  | Bristol             |
| 36  | Victoria  | 32-4    | Wesley Smith       | KO   | 4 (10)  | 2/8/1988   | Oklahoma            |
| 35  | Victoria  | 31-4    | Conroy Nelson      | PTS  | 8       | 28/5/1988  | Saskatoon           |
| 34  | Victoria  | 30-4    | José Luis González | KO   | 1 (?)   | 6/11/1986  | Los Ángeles         |
| 33  | Victoria  | 29-4    | Fernando Montes    | KOT  | 8 (10)  | 4/9/1986   | Los Ángeles         |
| 32  | Victoria  | 28-4    | Fernando Montes    | KOT  | 5 (10)  | 7/5/1983   | Cartagena de Indias |
| 31  | Derrota   | 27-4    | Randall Cobb       | PTS  | 10      | 6/11/1981  | Pittsburgh          |
| 30  | Victoria  | 27-3    | Gilberto Acuña     | KOT  | 1 (12)  | 13/6/1981  | Miami               |
| 29  | Derrota   | 26-3    | Leon Spinks        | KOT  | 9 (12)  | 2/10/1980  | Las Vegas           |
| 28  | Victoria  | 26-2    | Tom Prater         | KOT  | 12 (12) | 14/8/1980  | Bogotá              |
| 27  | Victoria  | 25-2    | Earnie Shavers     | KOT  | 7 (10)  | 8/3/1980   | McAfee              |
| 26  | Victoria  | 24-2    | Henry Clark        | PTS  | 10      | 3/8/1979   | Santa Mónica        |
| 25  | Victoria  | 23-2    | Fili Moala         | KOT  | 6 (10)  | 25/5/1979  | San Diego           |
| 24  | Victoria  | 22-2    | Trevor Berbick     | KO   | 1 (12)  | 3/4/1979   | Halifax             |
| 23  | Victoria  | 21-2    | Tony Pulu          | KOT  | 8 (10)  | 14/2/1979  | Salt Lake City      |
| 22  | Derrota   | 20-2    | Mike Weaver        | KOT  | 5 (10)  | 22/10/1978 | Reno                |
| 21  | Derrota   | 20-1    | John Tate          | KOT  | 2 (10)  | 22/6/1978  | Nueva York          |
| 20  | Victoria  | 20-0    | Horace Robinson    | PTS  | 10      | 24/2/1978  | Las Vegas           |
| 19  | Victoria  | 19-0    | Fili Moala         | KO   | 8 (10)  | 18/11/1977 | Las Vegas           |
| 18  | Victoria  | 18-0    | Roger Russell      | KO   | 1 (4)   | 29/9/1977  | Nueva York          |
| 17  | Victoria  | 17-0    | Battling Bob Smith | KO   | 2 (10)  | 22/7/1977  | Cartagena de Indias |
| 16  | Victoria  | 16-0    | Horace Robinson    | PTS  | 6       | 11/5/1977  | Nueva York          |
| 15  | Victoria  | 15-0    | Randy Stephens     | KO   | 2 (10)  | 29/4/1977  | Fort Worth          |
| 14  | Victoria  | 14-0    | Dan Johnson        | KOT  | 7 (10)  | 10/3/1977  | Los Ángeles         |
| 13  | Victoria  | 13-0    | Paul Solomon       | KO   | 1 (10)  | 15/2/1977  | Sacramento          |
| 12  | Victoria  | 12-0    | Johnny Pouha       | KOT  | 2 (10)  | 3/11/1976  | Las Vegas           |
| 11  | Victoria  | 11-0    | Dan Johnson        | RET. | 5 (10)  | 13/10/1976 | Los Ángeles         |
| 10  | Victoria  | 10-0    | Earl McLeay        | KOT  | 1 (10)  | 5/10/1976  | Incline Village     |
| 9   | Victoria  | 9-0     | James J. Woody     | KOT  | 3 (10)  | 28/9/1976  | Nueva York          |
| 8   | Victoria  | 8-0     | Battling Bob Smith | KO   | 1 (6)   | 22/9/1976  | Las Vegas           |
| 7   | Victoria  | 7-0     | Johnny Mac         | PTS  | 8       | 19/8/1976  | Reno                |
| 6   | Victoria  | 6-0     | Manuel Ramos       | KO   | 5 (8)   | 13/5/1976  | Albuquerque         |
| 5   | Victoria  | 5-0     | Mark White         | KO   | 1 (6)   | 26/2/1976  | Reno                |
| 4   | Victoria  | 4-0     | Dave Martínez      | KOT  | 3 (6)   | 1/2/1976   | Los Ángeles         |
| 3   | Victoria  | 3-0     | Marlyn Johnson     | KO   | 1 (6)   | 8/1/1976   | Los Ángeles         |
| 2   | Victoria  | 2-0     | Kenny Charles      | KOT  | 1 (6)   | 11/12/1975 | Los Ángeles         |
| 1   | Victoria  | 1-0     | Henry Washington   | KO   | 1 (5)   | 15/11/1975 | Los Ángeles         |

| Notas |
| --- |
| Pierde el título de campeón del peso pesado de América del Consejo Mundial de Boxeo (CMB) ante Leon Spinks (2 de octubre de 1980). |
| Retiene el título de campeón del peso pesado de América del Consejo Mundial de Boxeo (CMB) ante Tom Prater (14 de agosto de 1980). |
| Gana el título de campeón del peso pesado de América del Consejo Mundial de Boxeo (CMB) ante Trevor Berbick (3 de abril de 1979).  |